# Ваља Винулуј (Бистрица-Насауд)
Ваља Винулуј (рум. Valea Vinului) насеље је у Румунији у округу Бистрица-Насауд у општини Родна. Oпштина се налази на надморској висини од 730 m.

## Становништво
Према подацима из 2002. године у насељу је живело 235 становника.

### Попис2002.
| Расподела становништва по националности 2002.‍ | Расподела становништва по националности 2002.‍ | Расподела становништва по националности 2002.‍ | Расподела становништва по националности 2002.‍ | Расподела становништва по националности 2002.‍ |
| --------------------------------------------- | --------------------------------------------- | --------------------------------------------- | --------------------------------------------- | --------------------------------------------- |
|                                               |                                               |                                               |                                               |                                               |
| Румуни                                        | Румуни                                        |                                               | 128                                           | 55,9%                                         |
| Мађари                                        | Мађари                                        |                                               | 101                                           | 44,1%                                         |